# Бій при Торніо
Бій при Торніо — бойові дії під час Лапландської війни, відбулися на початку жовтня 1944 року між німецькими та фінськими військами, передували бойовим діям в долині Турне.

## Передуючі події
4 вересня 1944 року фінське керівництво погоджується на радянські вимоги щодо припинення вогню, однією з вимог була відсутність нацистських сил на території Фінляндії станом на 15 вересня. Таким чином почалася Лапландська війна, яка спочатку відбувалася без бойових дій, однак радянська сторона тиснула на Фінляндію, вимагаючи пришвидшення виведення німецьких сил. Після такого примусу генерал-лейтенант Ялмар Сііласвуо пропонує здійснити 1 жовтня в Оулу напад на німецькі фрегати, успіх операції надавав змогу перетнути один з основних німецьких маршрутів на півночі та оточити десятки тисяч нацистських вояків.

## Початок боїв та атака Оулу
Протягом 13—25 вересня на північ перекидаються 4 дивізії та 2 бригади 3-го фінського корпусу — загалом 60 000 вояків під керуванням Ялмара Сііласвуо, у тому числі Фінська танкова дивізія, що мала на озброєнні й трофейні Т-34 та КВ.
28 вересня відбувся бій під Пудас'ярві за міст через річку Олхаваніокі, фіни перемогли, однак цей бій стратегічної ініціативи їм не надав, німецькі сапери підірвали переправу. Тому була задумана десантна операція в Торніо, що знаходився на кордоні з шведським містечком Гапаранда.
Першою метою Сііласвуо зазначив атакувати німецький полк в Кемі, загін був підготований, 29 вересня фінський 11-й піхотний полк отримав наказ рушити на місто. У Кемі було відносно сильне німецьке угрупування, де базувалися Ю-87. Однак після погіршення погоди операцію було скасовано.
Відділ в Кемі відносився до військового відділу Пеннанен разом з промисловими островами; фінська розвідка повідомила, що там базувалися окрім інтендантських сил піхотний полк та до 60 танків. Зовнішні підступи до гавані було зроблено непридатними до судноплавства — біля пірсу затоплено баржі, залізничні вагони, інше обладнання; всередині порту містилися укріплення й зенітні гармати.
30 вересня Маннергейму повідомлено про жорсткі вимоги Союзної контрольної комісії, він просить трохи часу у радянської влади, Сііласвуо зголошується 1 жовтня дати втішні новини — генерал Ааро Паярі організовує рейд на Оулу.
Протягом 25-29 вересня фінські частини були зібрані під Оулу, 3-й дивізіон знаходився в сільській місцевості; полк 3-ї фінської дивізії, очолюваний підполковником Вольфом Гальсті, для операції було вибрано пароплави «Норма», «Гесперук» і «Фріц».
Увечері кораблі вирушають з порту Оулу, маючи на борту 2900 вояків, ніч була безхмарною, що давало німецьким літакам можливість здійснювати бомбардування. З військової точки зору цей напад був авантюрою — кораблі у відкритому морі не мали захисту, фіни не могли забезпечити повітряну чи артилерійську підтримку, в наявності була лише палубна зенітна артилерія. Загін суден прибув до порту Реюття поблизу Торніо вранці 1 жовтня, при вході до гавані стояли німецькі 88-мм зенітні батареї, артилерії на кораблях не виявили.
Прибуття фінської піхоти виявилося для нацистських сил цілковитою несподіванкою, зав'язалися бої, фінські вояки почали пробиватися вузьким проходом між мостами та кранами, одночасно шюцкорівці — ополченці, члени Охоронного корпусу, та солдати-відпускники, атакували німців в самому Торніо. Легка піхота 11-го полку пішла в атаку біля залізничного мосту; другий батальйон полку таємно прибув поїздом, який фінські залізничники довезли до порту, основні бої відбулися в передмісті Алаторніо.
Після того кораблі повертаються до порту Оулу за рештою військ. Загалом за 5 етапів було доправлено 12.500 військових — першою хвилею 1 жовтня — 2900 з 11-го полку, 2 жовтня — група Паярі, 3-й етап — 53-й піхотний полк, 3 жовтня — переважно інженерні військові — до 2600 чоловік. Четвертим етапом було доправлено окремий 13-й батальйон, 50-й піхотний полк 3-го батальйону та 8-й піхотний полк — приблизно 2500 чоловік. За 5-м разом загалом довезено 2000 вояків з 11-ї дивізії та інших частин.

## Німецькі контратаки та підтримка фінської авіації й флоту
2 жовтня починається німецька контратака — 7000 вояків та 11 трофейних французьких танків SOMUA S35; фіни відійшли, захопивши 30 полонених.
3 жовтня здійснюється німецький авіаналіт на порт пікіруючими бомбардувальниками, було вбито 3 та поранено 20 фінів. Протягом дня були атаковані з повітря й фінські частини, котрі рухалися з Ваала. Того ж дня німецькі частини, витіснені на околиці Торніо, з боєм вириваються на дорогу, ведучу від міста; за 3 дні боїв нацистські сили зазнали значних втрат.
4 жовтня авіаналіт на порт повторився, там саме вивантажувалася 4-а фінська хвиля, фінські «Брюстери» через погану погоду взагалі не злітали, пікіруючі бомбардувальники вбили 60 та поранли 400 фінів, потонуло 2 кораблі з 190-ма конями та 120 тонами набоїв та продовольства й зенітним обладнанням, також обстріл здійснювали розташований за 10 миль батальйон ППО. Від пожеж загорілися будинки, згодом перекинулися на доки.
5 жовтня 3 пароплави довезли в порт решту військ та артилерію, повітряну охорону здійснювали 5 «Брюстерів», вивантаження йшло важко в розбомбленому порту, затримка з артилерією ставила під сумнів успіх усієї операції.
В останній день перевезень до порту прибула й корабельна підтримка — 2 транспортні конвойні судна, 2 канонерські човни та 2 патрульні катери. Після того порт зачищався від руїн, ще була перестрілка з німецькою гарматною батареєю на мисі. Після зайняття з боєм залізничного вокзалу та захоплення укріпленого кварталу Оулу Маленький Берлін фінські частини рушили на подальші німецькі гарнізони на їх території.
З 4 по 8 жовтня відбувалися німецькі контратаки на Торніо; німецькі втрати склали близько 600 вбитих та 337 полонених, у фінів — 376 вбитих.
8 жовтня фінські частини зайняли місто Кемі. Після того одночасною атакою від Торніо та Кемі фінські війська відкидають підрозділи Вермахту та розвивають наступ на Рованіємі (зайняли 9 жовтня).